# Jeremias (comuna)
Jeremias (em francês:  Jérémie; em crioulo haitiano:  Jeremi) é uma comuna do Haiti, situada no departamento do Grande Enseada e no arrondissement de Jeremias.
De acordo com o censo de 2003, sua população total é de 31.000 habitantes.